# Scetate
Scètate è una canzone in lingua napoletana composta nel 1887 e pubblicata dalla Società Musicale Napoletana.  Il testo fu scritto da Ferdinando Russo, mentre la musica fu realizzata da Mario Pasquale Costa. Fu il primo grande successo di Ferdinando Russo.

## Storia del brano
Nel 1887 l'Imperatore Guglielmo II di Germania si trovò in visita nella città partenopea, ospitato nel Palazzo Reale di Napoli. Il popolo napoletano volle dedicare una serenata all'imperatore, facendo eseguire il brano da un gruppo di posteggiatori sotto alla finestra della stanza dove alloggiava.

### Russo e Carducci
Si racconta che nel 1891 la canzone fu dedicata, eseguita da un gruppo di posteggiatori, da Russo alla scrittrice Annie Vivanti, compagna di Giosuè Carducci, ospite di Capurro. Alla fine del brano, Carducci si ingelosì, abbandonò il locale e non volle mai più incontrare Russo.